# 海老 (新城市)
海老（えび）は、愛知県新城市の地名。海老川と谷川の合流点に集落が形成され、近世には伊那街道の宿場として栄えた。

## 地理
旧鳳来町の北部に位置しており、旧鳳来町北部における中心集落である。西は中島、南は副川に接している。海老川と谷川の合流点に集落が形成されている。
1929年（昭和4年）から1968年（昭和43年）まで、南設楽郡鳳来町の本長篠駅と北設楽郡設楽町の三河田口駅を結ぶ豊橋鉄道田口線があり、海老には三河海老駅があった。

### 河川
- 海老川 - 寒狭川の支流。玖老勢で寒狭川に合流し、玖老勢川とも呼ばれる[2]。
  - 谷川 - 海老川の支流。

### 交通
- 愛知県道32号長篠東栄線
- 愛知県道435号作手保永海老線
- 愛知県道389号富栄設楽線

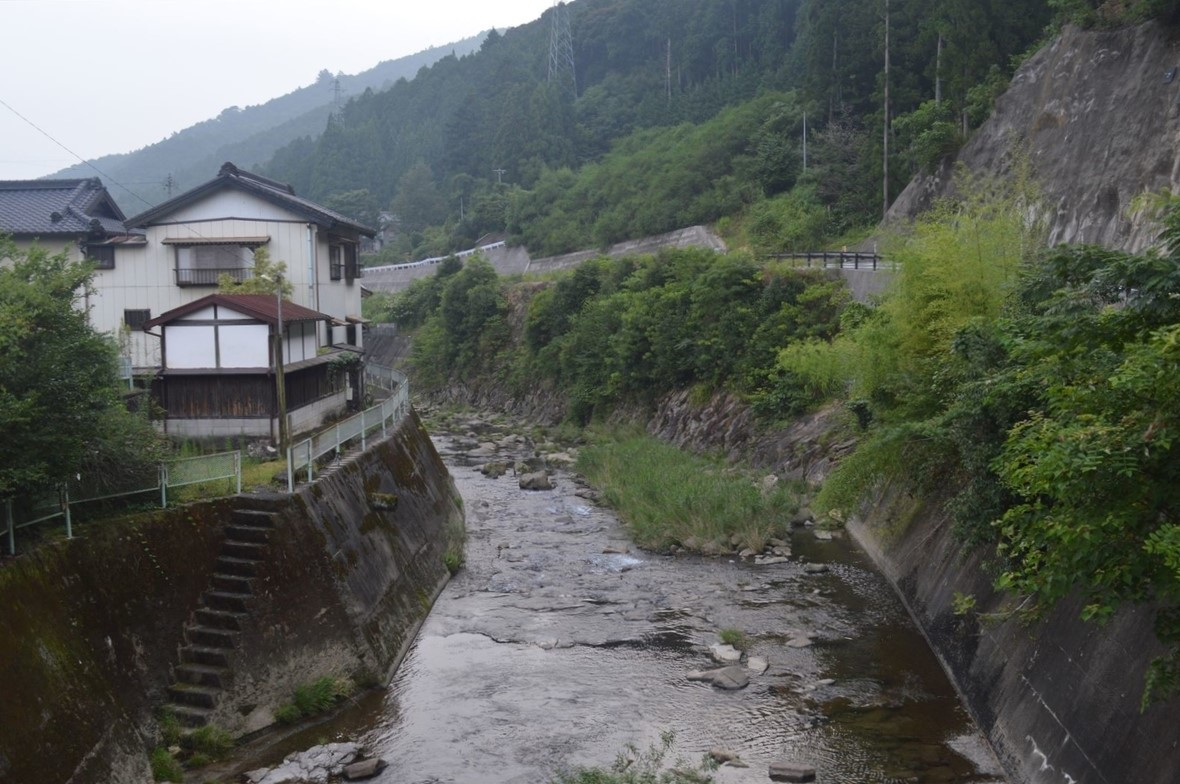
海老川
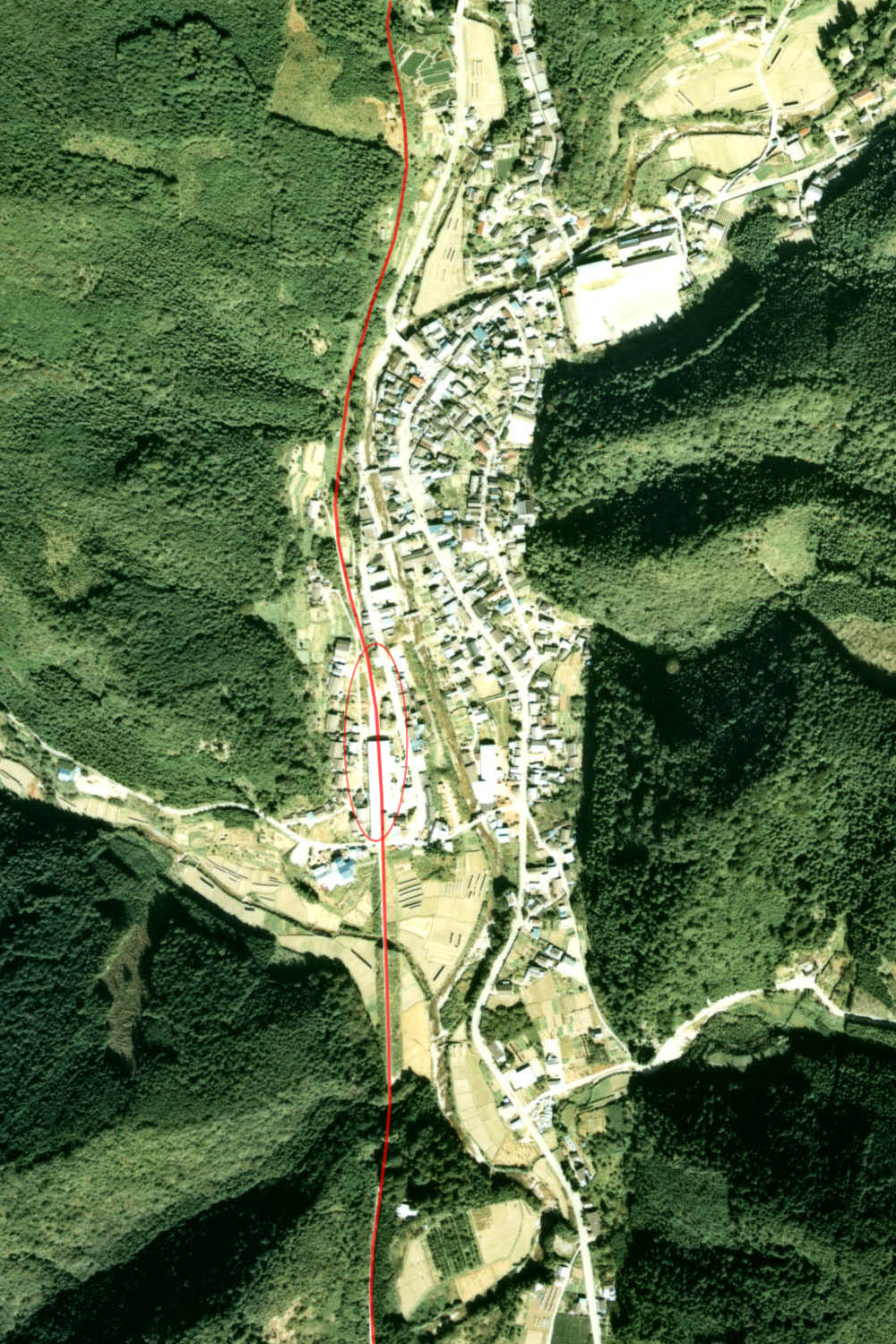
三河海老駅
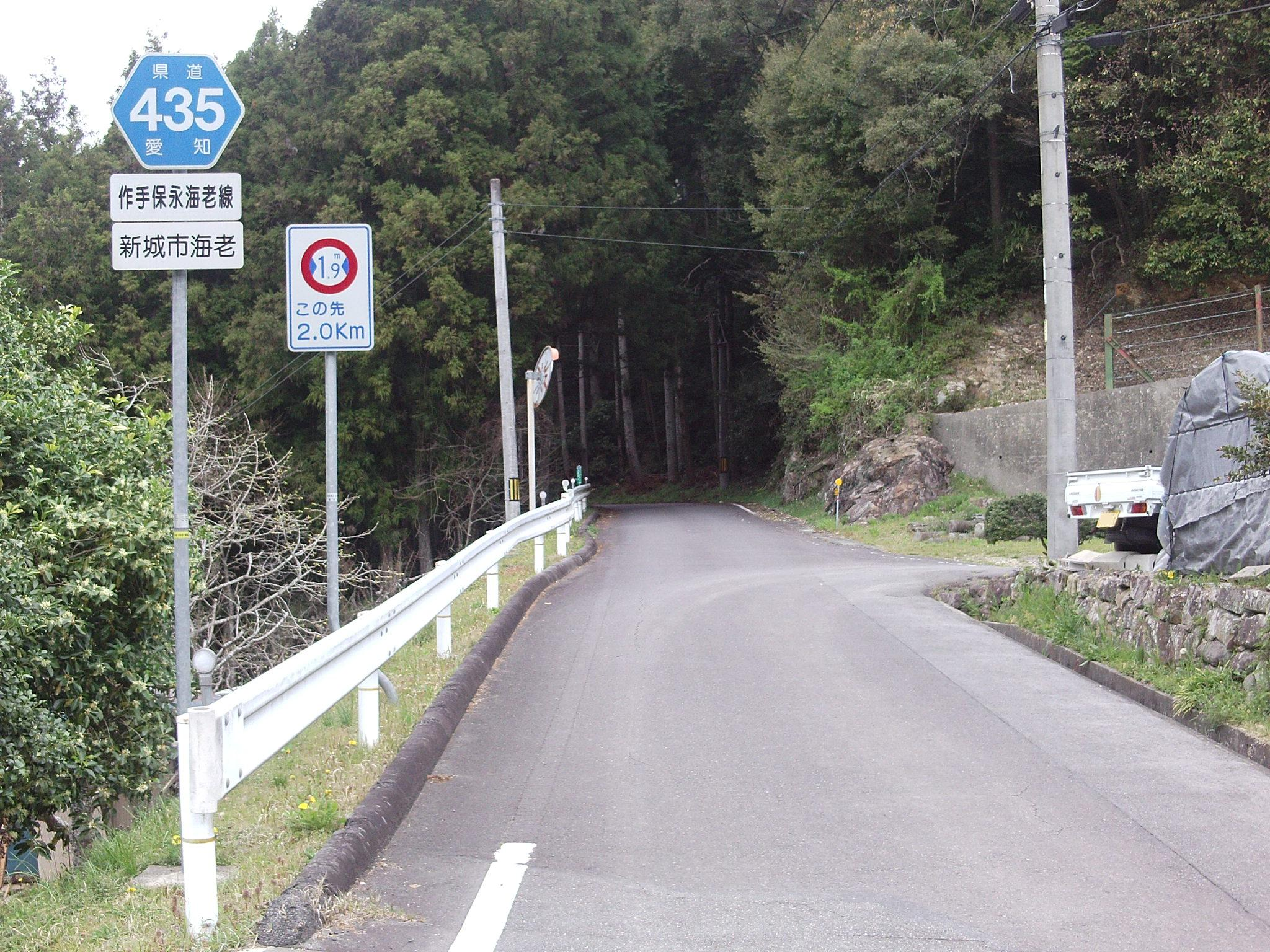
愛知県道435号作手保永海老線

### 人口の変遷
国勢調査による人口および世帯数の推移。
| 1995年（平成7年）  | 218世帯 780人 |  |
| 2000年（平成12年） | 224世帯 710人 |  |
| 2005年（平成17年） | 205世帯 603人 |  |
| 2010年（平成22年） | 186世帯 526人 |  |
| 2015年（平成27年） | 170世帯 420人 |  |
| 2020年（令和2年）  | 147世帯 317人 |  |

## 歴史
地名の由来は定かでないが、集落の形状がエビに似ているためとする説、周辺に川エビが多かったためとする説、つる植物のエビヅルが繁茂していたためとする説がある。

### 中世
安元元年（1175年）には東海道御油宿から新城や海老を経て信濃国に通じる信州往還が開かれた。この頃の三河国設楽郡には黒瀬郷があり、玖老勢川とも呼ばれる海老川流域を指していたとされる。
応永年間（1394年～1428年）には一閑義円和尚によって正法庵（後の東泉寺）が創建された。文禄元年（1592年）には医徳寺が創建された。

### 近世
天正18年（1590年）には海老村が三河吉田藩領となり、慶長5年（1600年）に徳川氏領に、慶長8年（1603年）に幕府領となった。元和元年（1615年）、海老村が東海老村と西海老村に分村した。大まかには集落の北側が東海老村、集落の南側が西海老村であるが、境界は入り組んでいて明確ではない。江戸時代には伊那街道の宿場として栄え、伊那街道には新城、海老、田口、津具に問屋場や馬宿が所在していた。
寛永17年（1640年）には東海老村と西海老村が新城水野氏領となったが、正保2年（1645年）には幕府領に戻り、慶安元年（1648年）には旗本の海老菅沼氏の知行となった。村高は、寛永年間（1624年～1644年）の「寛永高附」によると東海老村が114石余で西海老村が90石余、元禄年間（1688年～1704年）の「元禄郷帳」によると東海老村が128石余で西海老村が96石余だった。
文政4年（1821年）には正法寺に海老菅沼氏の陣屋が建てられたが、文久元年（1861年）に解体されて江戸に送られている。天保年間（1830年～1844年）の「天保郷帳」によると東海老村が136石余で西海老村が109石余。明治初期の「旧高旧領」では東海老村と西海老村を合わせた海老村として245石余。文久年間（1861年～1864年）の家数は東海老村が48戸で西海老村が34戸だった。

### 近代

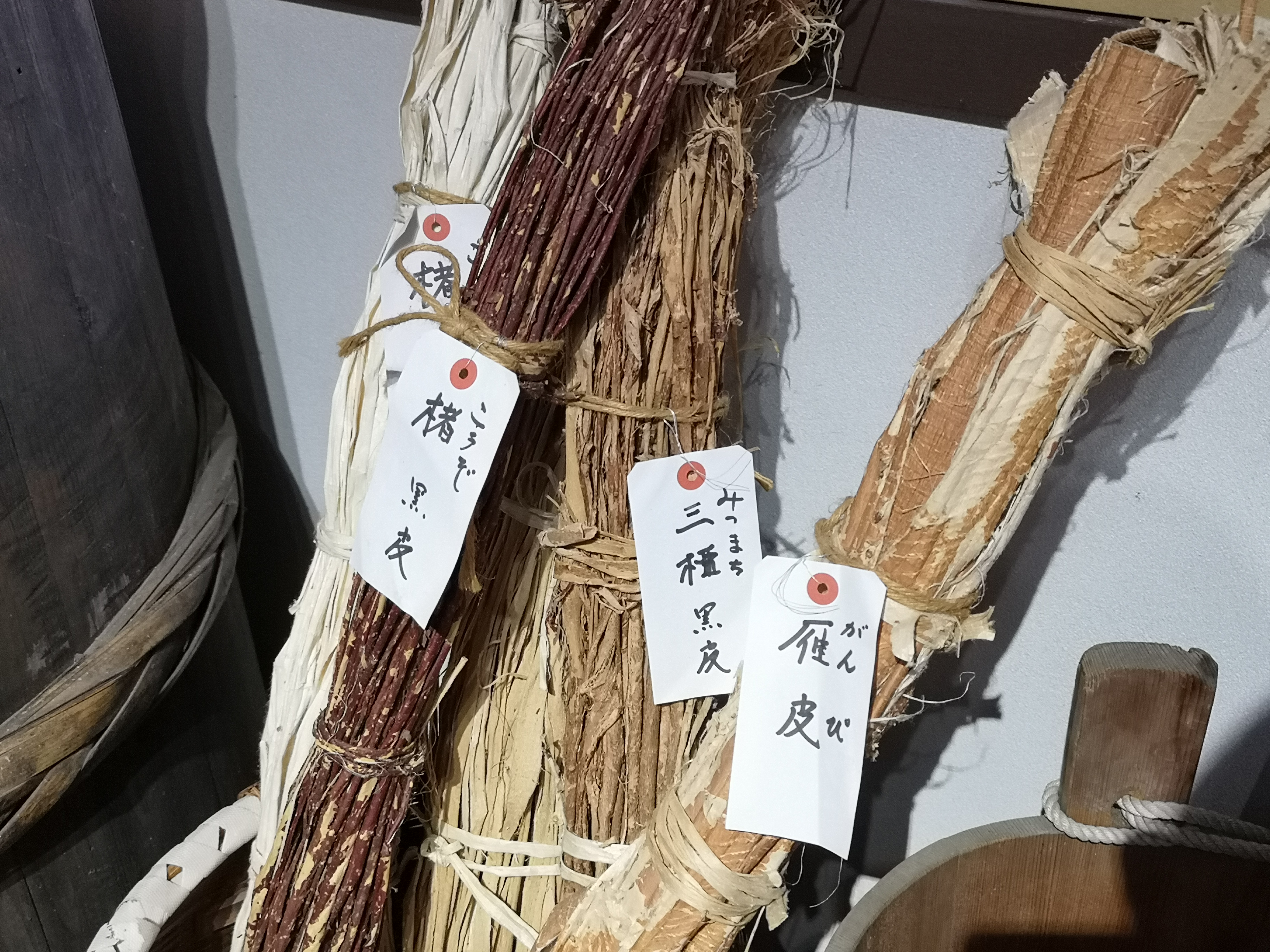
海老の産品だった楮皮

1873年（明治6年）には大師堂に海老学校が創設された。同年7月には海老郵便役所も設立されたが、南設楽郡では新城郵便局に次いで2番目に設置された郵便局である。1876年（明治9年）には、西海老村、東海老村、双瀬村のうち川売・宮前、大石村の飛地、古宿村の飛地が合併して海老村となった。同年には信州往還と吉田往還を合わせて伊那街道に改称した。
1878年（明治11年）に郡区町村編制法が公布されると、設楽郡が南北に分割されてこの地域は南設楽郡となり、海老村には戸長役場が設けられた。1881年（明治14年）の戸数は180戸、人口は605人であり、その他に馬62頭、人力車7、荷車46があった。800本の材木を豊橋に、5000間の四分板を東京に、1万2550斤の製茶を横浜や豊橋に、2550斤の楮皮を東加茂郡や長野県に、603斤のシイタケを名古屋に、468斤の傘紙を新城に、750斤の繭を静岡県や八王子に出荷していた。
1889年（明治22年）には町村制が施行され、海老村、四谷村、連合村、中島村の4か村と副川村の一部が合併して南設楽郡海老村が発足した。1894年（明治27年）には海老村が町制を施行して海老町が発足した。南設楽郡では新城町に次いで2番目の町である。1898年（明治31年）1月には新城銀行海老支店が開業した。1900年（明治33年）9月には豊川鉄道（現・JR飯田線）が信楽村大海の長篠駅（現・大海駅）まで延伸したことで、大海と海老の間で乗合馬車の運行が開始された。大海の長篠駅は奥三河・南信・北遠と豊橋市を結ぶ物流拠点となり、6人乗りの乗合馬車4台を有していた。

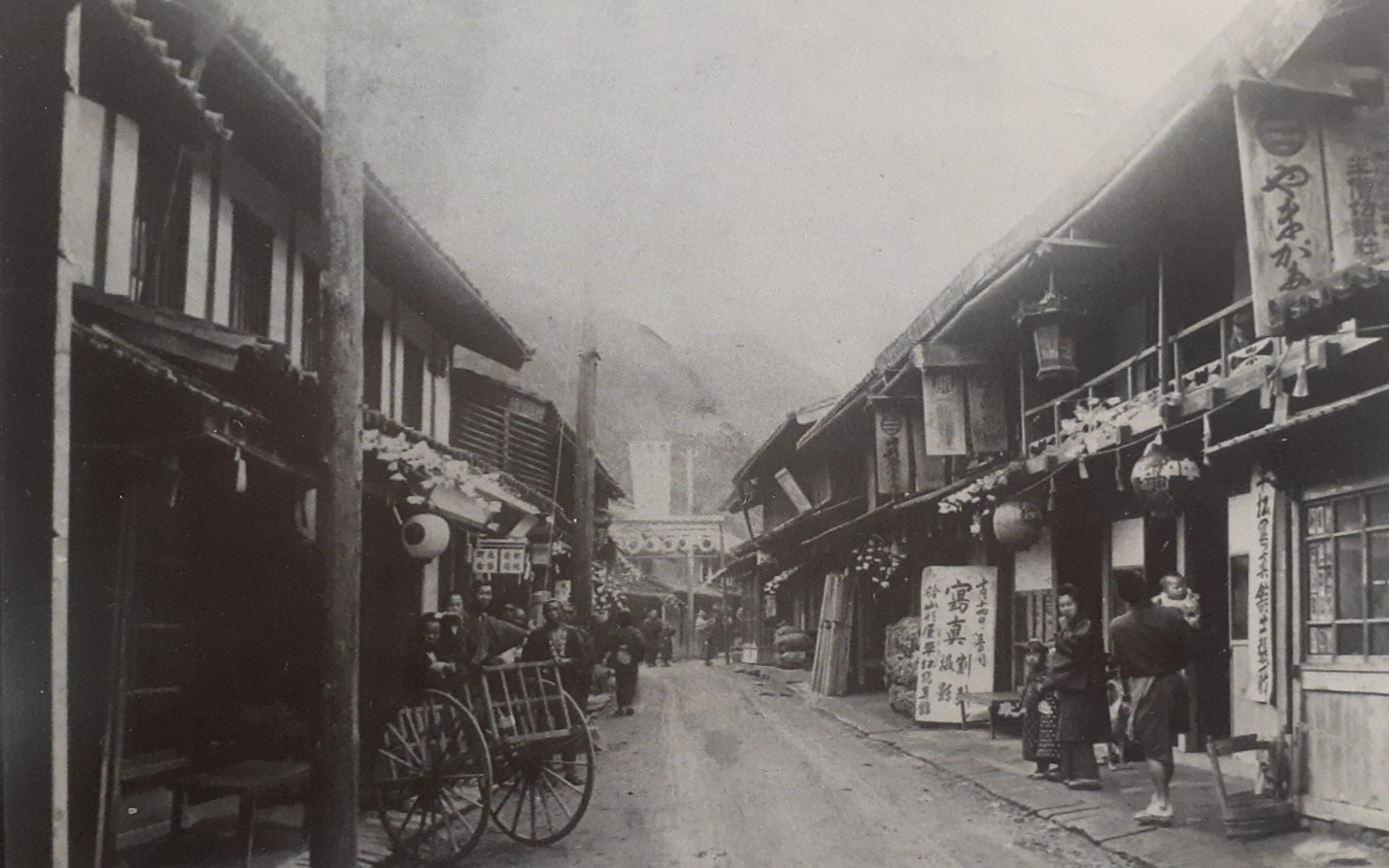
昭和初期の海老町

1883年（明治16年）頃から養蚕農家が増加し、1897年（明治30年）頃には大半の農家が養蚕を行うようになっていた。その後養蚕組合が組織され、1908年（明治41年）6月には合名会社海老製糸場が設立された。嘉永3年（1850年）には、丁塚の玉屋今泉半兵衛が近郷から集めた蒟蒻芋によってコンニャクの製造を開始し、明治時代から大正時代には海老蒟蒻としてもてはやされたが、1926年（大正15年）時点では既に衰退していた。
1901年（明治34年）2月には海老町商工会が設立され、1926年（大正15年）時点では約120人の会員を有していた。1916年（大正5年）には海老町に電灯が付くようになった。1918年（大正7年）には北設楽銀行海老支店が開業した。1919年（大正8年）9月、東郷村の東三運輸株式会社が大海と北設楽郡田口町（現・設楽町田口）の間でフォード社製の乗合自動車（路線バスやタクシーに相当）の運行を開始した。
1920年（大正9年）7月には海老製材株式会社が設立された。同年9月には海老郵便局が電話事務を開始し、1921年（大正10年）8月には電話交換も扱い始めた。1925年（大正14年）2月には有限責任海老信用組合が設立された。1929年（昭和4年）9月には鳳来寺鉄道鳳来寺駅（現・JR飯田線本長篠駅）から三河海老駅に至る田口鉄道が開業し、海老町に初めて鉄道が通じた。三河海老駅開業前の4月10日には、東泉寺の下に資本金6000円で海老劇場が設立されている。1932年（昭和7年）12月には田口鉄道が田口町の三河田口駅まで延伸した。
戦局が悪化した1945年（昭和20年）3月には、豊橋陸軍病院の一部が海老国民学校に疎開し、4月には海老劇場の建物に陸軍糧秣廠が開設された。

### 現代

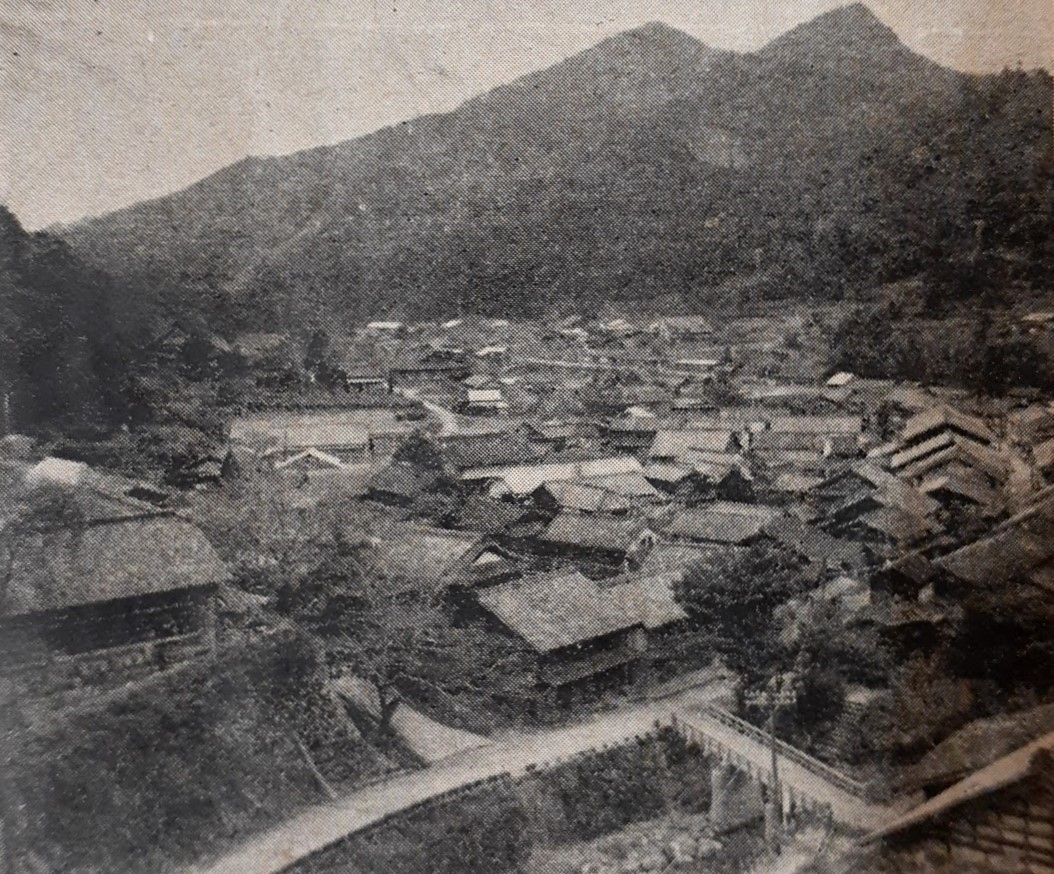
1954年の海老市街地

1956年（昭和31年）4月1日、南設楽郡長篠村、鳳来寺村、八名郡大野町、七郷村の1町3村が合併して南設楽郡鳳来町が発足し、同年9月30日には海老町が鳳来町に編入された。1963年（昭和38年）11月2日には鳳来町立海老中学校の生徒が海老劇場で映画鑑賞会を行い、その後海老劇場は経営を停止した。1968年（昭和43年）4月には鳳来町の3中学校が統合されて鳳来町立鳳来中学校が開校しているが、1969年（昭和44年）3月には海老中学校も鳳来中学校に統合された。
1989年（平成元年）の世帯数は231戸、人口は815人。2005年（平成17年）10月1日、鳳来町、（旧）新城市、作手村が合併して（新）新城市が発足した。鳳来町海老だった地域には新城市海老が設置されている。

## 教育

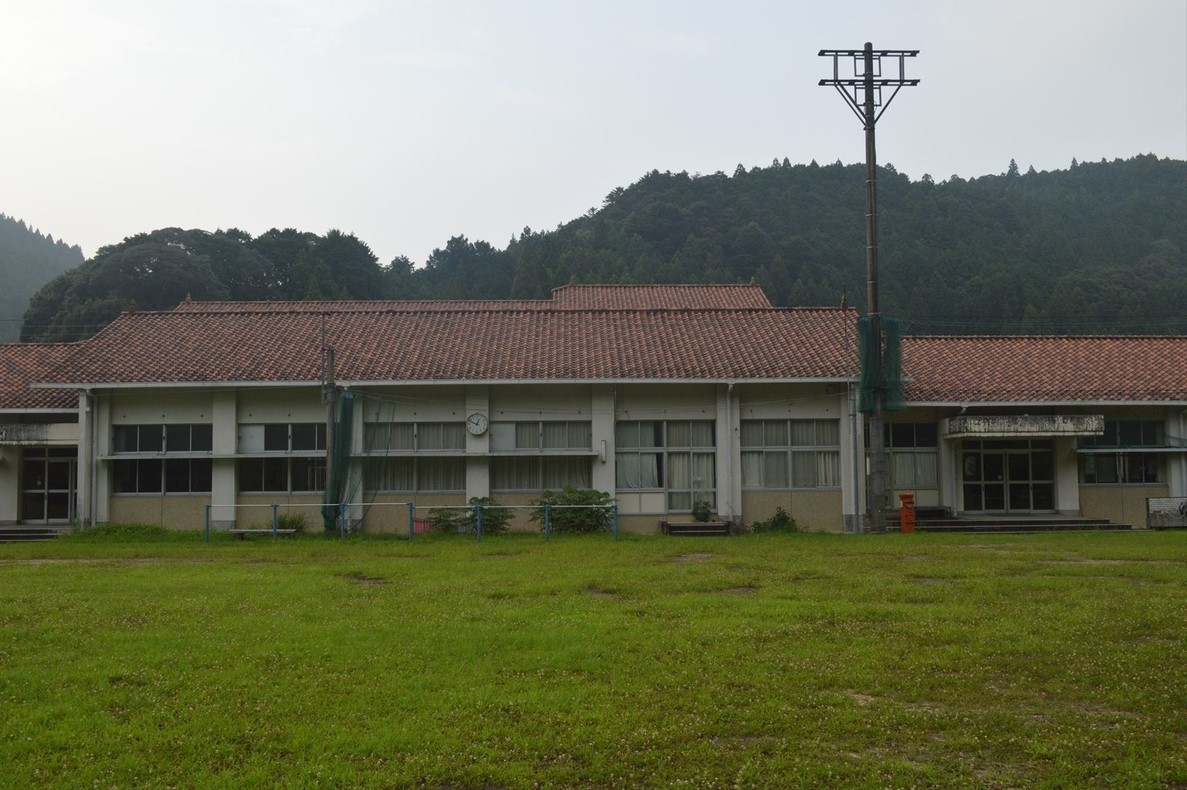
新城市立海老小学校

1876年（明治6年）に海老学校が開校した。1892年（明治25年）に高等科を設置して海老村立尋常高等小学校に改称し、1894年（明治27年）には海老町立尋常高等小学校に改称した。1918年（大正7年）4月には海老尋常高等小学校に海老町立海老実業補習学校が併設されている。1924年（大正13年）には海老尋常高等小学校内に海老町立図書館が設置されている。奥三河周辺では学校の基本財産として学校林を有していることがあり、1914年（大正3年）にヒノキ200本、スギ30本が海老尋常高等小学校の学校林として寄付されたほか、同年にはヒノキ600本が植栽された。
1941年（昭和16年）には海老国民学校に改称し、1947年（昭和22年）には海老町立海老小学校に改称した。1948年（昭和23年）には校舎内に海老町立海老中学校が開校している。1954年（昭和29年）10月には海老小学校の講堂で海老町町制施行60周年記念式典が挙行された。1956年（昭和31年）には鳳来町立海老小学校に改称し、1979年（昭和54年）に鉄筋コンクリート造の新校舎が完成した。
2005年（平成17年）には新城市立海老小学校に改称した。2016年（平成28年）3月に（旧）鳳来寺小学校、連谷小学校、鳳来西小学校と統合されて閉校となり、新たに（新）新城市立鳳来寺小学校が開校した。

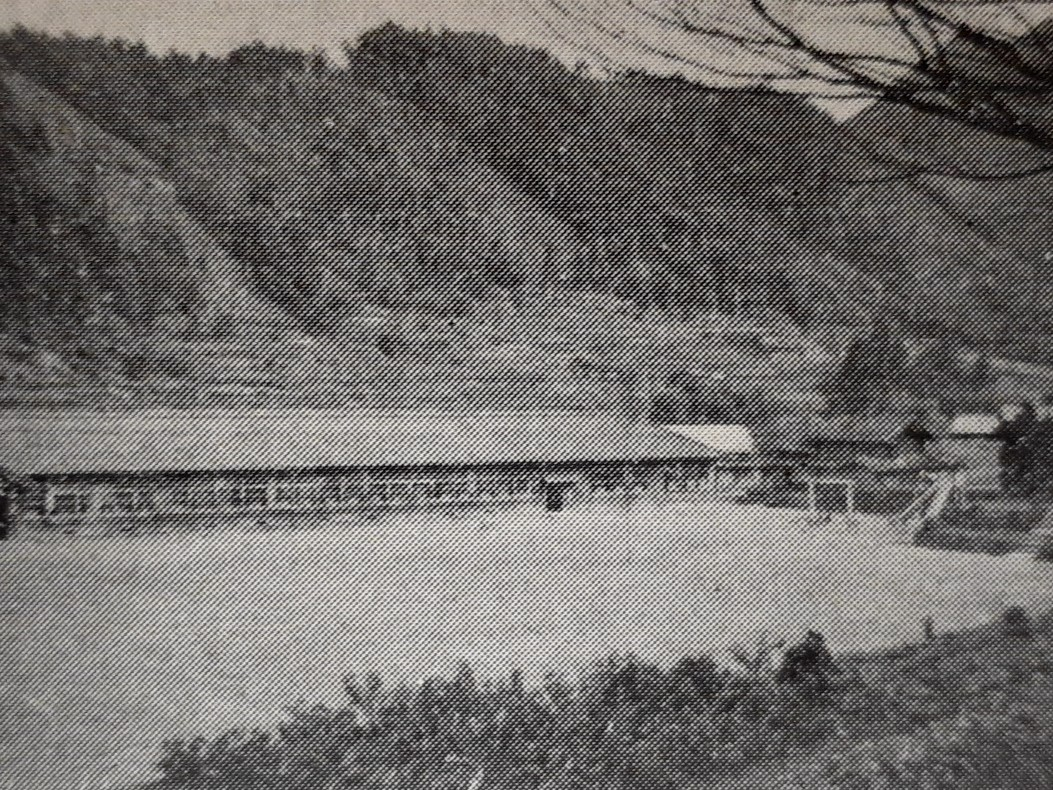
1954年の海老小学校
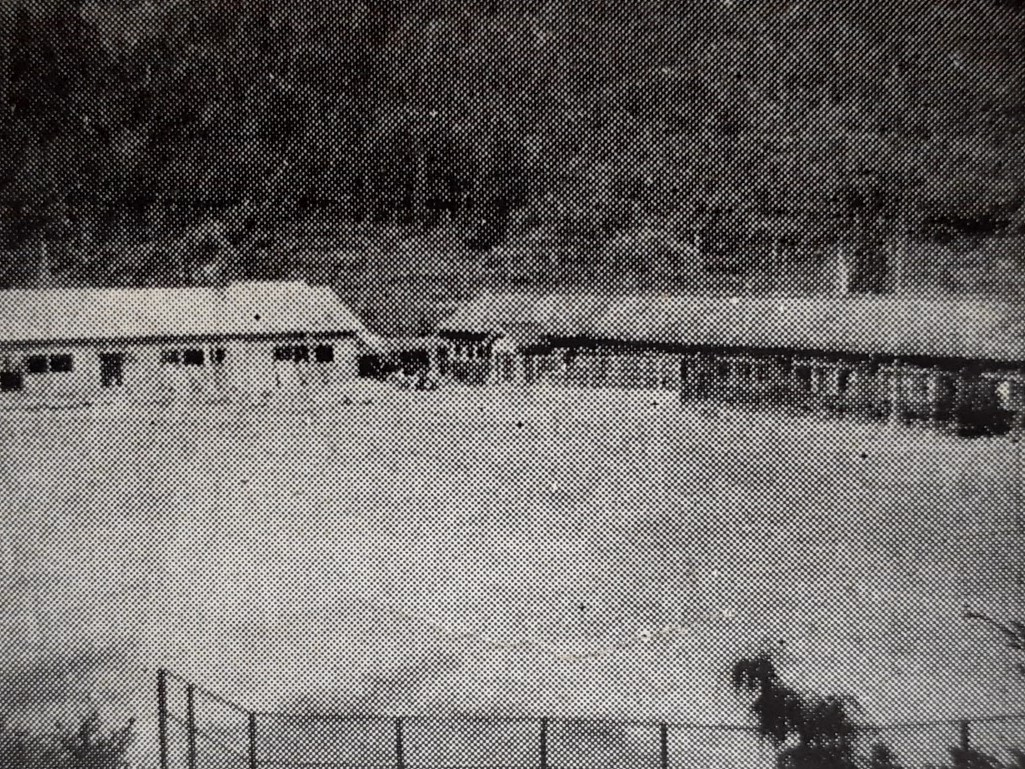
1954年の海老中学校

## 施設
- 海老構造改善センター
- 鳳来海老郵便局

## 名所・旧跡

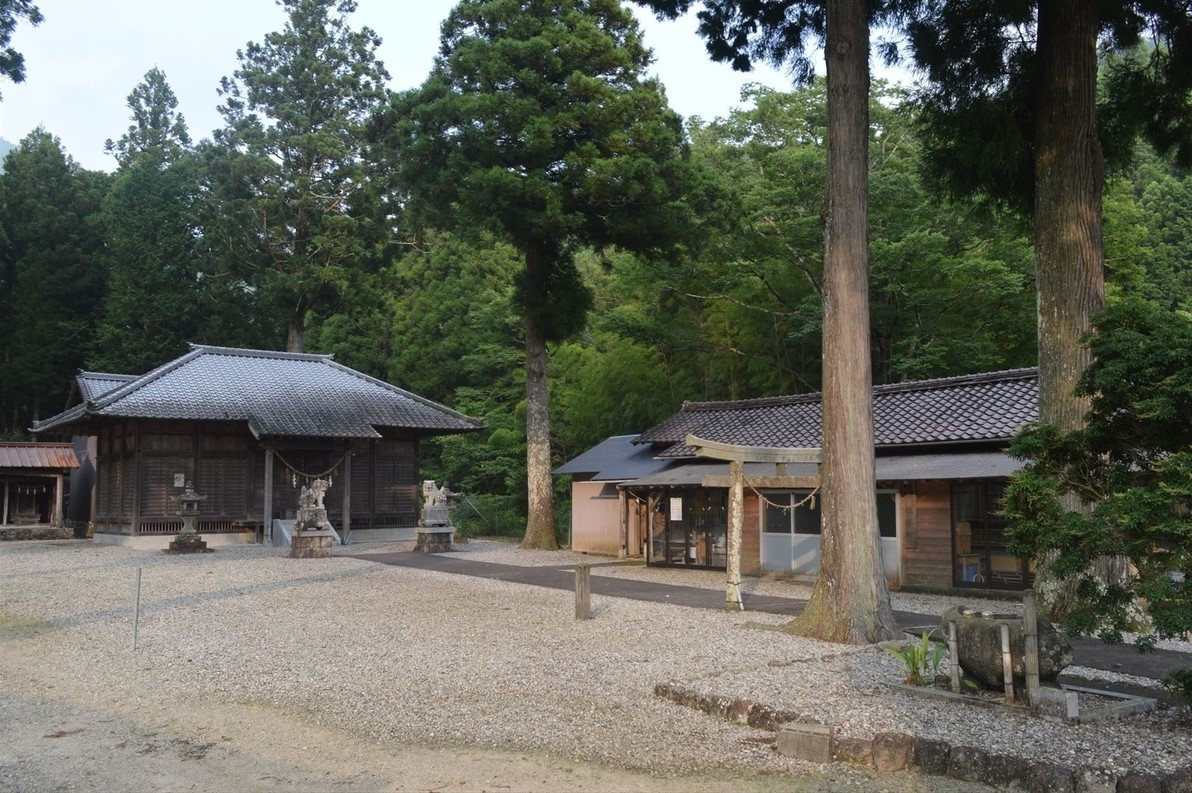
海老神社

### 海老神社
海老神社（えびじんじゃ）は、新城市海老字向田28にある神社。祭神は建御名方命（たけみなかたのみこと）など。摂末社として白山社、金刀比羅社、津島社、鳴神、八幡社がある。
創建年は不詳であり、永禄年間（1558年～1570年）に再建されたと伝わる。寛永21年（1644年）の棟札も残っており、文化12年（1815年）にも社殿が再建された。かつては諏訪神社と呼ばれていたが、1908年（明治41年）には連合の金峰神社と熊野神社と若松神社、四谷の白山神社と津島神社と赤松神社を合祀し、海老地区全体の氏神となって海老神社に改称した。明治初期に近代社格制度における村社に列せられた。1946年（昭和21年）3月28日に神社庁に承認されて宗教法人となった。
江戸時代末期まで田楽の奉納を、1945年（昭和20年）頃まで鹿射ち行事を催していた。鹿射ち行事はスギの枝葉などで製作したシカの人形を弓矢で射る神事（模造獣弓射神事）であり、三遠南信や九州に分布している。

### 東泉寺
東泉寺（とうせんじ）は、新城市海老字南貝津にある曹洞宗の寺院。山号は大鳥山。本尊は釈迦如来。本堂の前には樹齢約500年のマツがある。
大永元年（1521年）、一貫義円和尚によって正法寺として創建された。明暦年間（1655年～1658年）に海老村が東海老村と西海老村に分村すると、現在の東泉寺の場所に移って東海老村が檀家となった。海老菅沼氏の菩提寺であり、海老菅沼氏の墓がある。

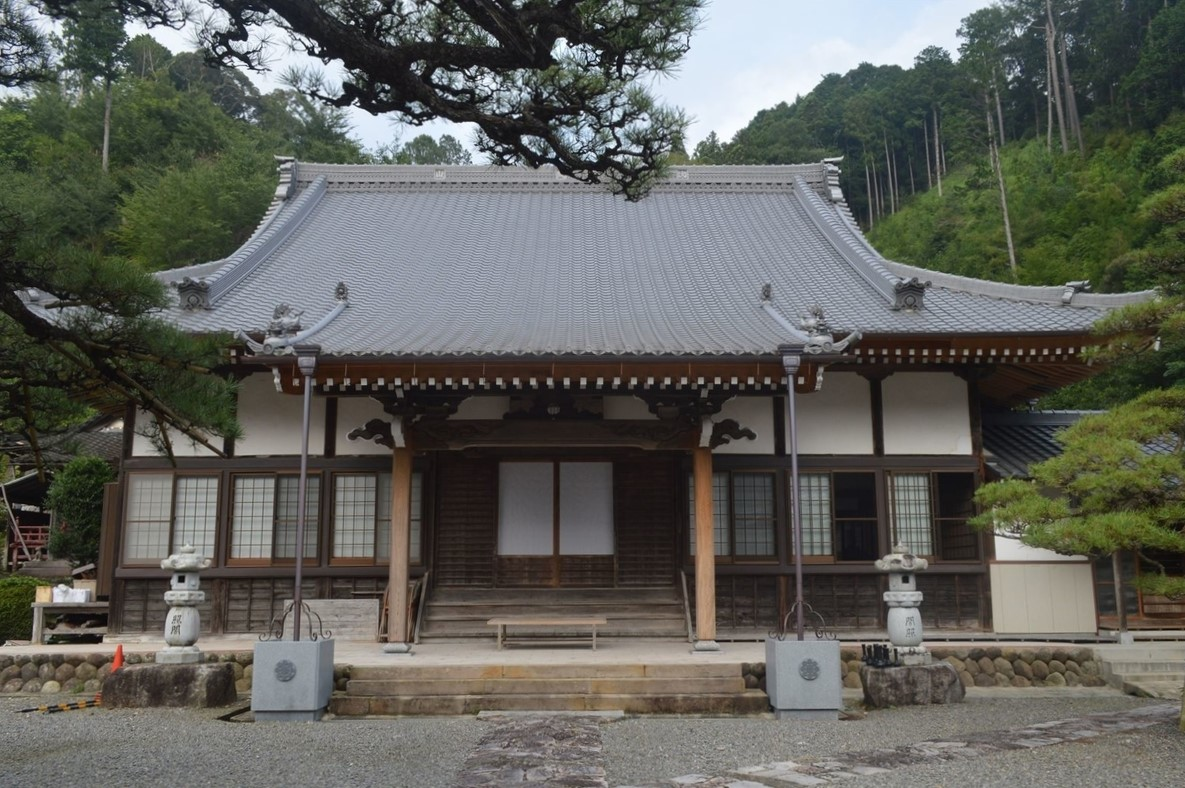
東泉寺

## 祭事・催事
- 海老地区はねこみ - 海老地区では先祖供養や新仏供養を目的としたお盆の行事として、踊りや念仏などからなる「はねこみ」が行われる[WEB 13]。四谷の海源寺で「身平橋はねこみ」が、連谷の真菰集会所などで「方瀬・真菰はねこみ」が行われている[WEB 13]。両者は「海老地区はねこみ」として新城市指定文化財（無形民俗）[WEB 14]。
- 川売の梅花まつり - 南高梅など7品種約1500本からなる梅園。毎年3月初旬から中旬頃に見頃を迎える。2008年（平成20年）には川売が「にほんの里100選」に選定され、「梅林が集落包む桃源郷」と評価された[WEB 15]。

### WEB
1. ↑  “愛知県新城市の町丁・字一覧”.   人口統計ラボ. 2024年4月28日閲覧。
2. 1 2  総務省統計局 (2022年2月10日). “令和2年国勢調査の調査結果(e-Stat) - 男女別人口，外国人人口及び世帯数－町丁・字等” (CSV). 2023年8月2日閲覧。
3. ↑  “読み仮名データの促音・拗音を小書きで表記するもの(zip形式) 愛知県” (zip).   日本郵便 (2024年2月29日). 2024年3月26日閲覧。
4. ↑  “市外局番の一覧” (PDF).   総務省 (2022年3月1日). 2022年3月22日閲覧。
5. ↑  “ナンバープレートについて”.   一般社団法人愛知県自動車会議所. 2024年1月21日閲覧。
6. ↑  総務省統計局 (2014年3月28日). “平成7年国勢調査の調査結果(e-Stat) - 男女別人口及び世帯数 －町丁・字等” (CSV). 2021年7月20日閲覧。
7. ↑  総務省統計局 (2014年5月30日). “平成12年国勢調査の調査結果(e-Stat) - 男女別人口及び世帯数 －町丁・字等” (CSV). 2021年7月20日閲覧。
8. ↑  総務省統計局 (2014年6月27日). “平成17年国勢調査の調査結果(e-Stat) - 男女別人口及び世帯数 －町丁・字等” (CSV). 2021年7月21日閲覧。
9. ↑  総務省統計局 (2012年1月20日). “平成22年国勢調査の調査結果(e-Stat) - 男女別人口及び世帯数 －町丁・字等” (CSV). 2021年7月21日閲覧。
10. ↑  総務省統計局 (2017年1月27日). “平成27年国勢調査の調査結果(e-Stat) - 男女別人口及び世帯数 －町丁・字等” (CSV). 2021年7月21日閲覧。
11. ↑  “愛知県新城市の郵便番号一覧”.   日本郵便. 2024年5月2日閲覧。
12. ↑  設楽のしかうち行事 名古屋市博物館
13. 1 2  はねこみ 新城市
14. ↑  市指定文化財（無形民俗文化財）一覧 新城市
15. ↑  にほんの里100選 にほんの里100選

### 書籍
1. 1 2 3 4 5  「角川日本地名大辞典」編纂委員会『角川日本地名大辞典 23 愛知県』角川書店、1989年、p.2029
2. ↑  愛知県南設楽郡教育会『南設楽郡誌 改訂』南設楽郡教育会、1926年、p.13
3. 1 2 3 4 5 6 7 8 9  「角川日本地名大辞典」編纂委員会『角川日本地名大辞典 23 愛知県』角川書店、1989年、pp.246-247
4. 1 2 3 4 5 6 7  佐々木常治『海老町誌』佐々木常治、1954年、pp.3-9
5. ↑  愛知県南設楽郡教育会『南設楽郡誌 改訂』南設楽郡教育会、1926年、p.40
6. 1 2 3 4 5  『日本歴史地名大系 23 愛知県』平凡社、1981年、p.968
7. 1 2 3 4 5  「角川日本地名大辞典」編纂委員会『角川日本地名大辞典 23 愛知県』角川書店、1989年、p.993
8. 1 2 3 4 5  「角川日本地名大辞典」編纂委員会『角川日本地名大辞典 23 愛知県』角川書店、1989年、p.1106
9. ↑  愛知県南設楽郡教育会『南設楽郡誌 改訂』南設楽郡教育会、1926年、p.412
10. ↑  愛知県南設楽郡教育会『南設楽郡誌 改訂』南設楽郡教育会、1926年、p.386
11. 1 2 3 4 5 6 7 8 9 10 11 12  佐々木常治『海老町誌』佐々木常治、1954年、pp.9-17
12. ↑  『ふるさとの想い出 写真集 明治大正昭和 新城』国書刊行会、1982年、p.67
13. ↑  愛知県南設楽郡教育会『南設楽郡誌 改訂』南設楽郡教育会、1926年、p.294
14. 1 2  愛知県南設楽郡教育会『南設楽郡誌 改訂』南設楽郡教育会、1926年、p.331
15. ↑  『ふるさとの想い出 写真集 明治大正昭和 新城』国書刊行会、1982年、p.27
16. ↑  愛知県南設楽郡教育会『南設楽郡誌 改訂』南設楽郡教育会、1926年、pp.380-381
17. 1 2 3 4  佐々木常治『海老町誌』佐々木常治、1954年、pp.17-21
18. 1 2  海老郷土史資料保存問題懇談会『海老風土記』海老地区委員会、1999年
19. 1 2  飛田紀男、伴野泰弘『鳳来町誌 田口鉄道史編』鳳来町教育委員会、1996年、p.129
20. ↑  『鳳来町誌 歴史編』鳳来町教育委員会、1994年、p.958
21. ↑  佐々木常治『海老町誌』佐々木常治、1954年、pp.21-24
22. 1 2 3 4 5  『鳳来町誌 歴史編』鳳来町教育委員会、1994年、pp.586-597
23. ↑  『鳳来町誌 文化財編』鳳来町教育委員会、1967年、p.210
24. 1 2 3 4 5 6  『鳳来町誌 歴史編』鳳来町教育委員会、1994年、pp.612-623